# Braniște, Dobrici
Braniște (în bulgară Бранище, în română Brâncoveni, în trecut Curugiachioi) este un sat în comuna Dobricika, regiunea Dobrici, Dobrogea de Sud, Bulgaria. 
Între anii 1913-1940 a făcut parte din plasa Ezibei a județului Caliacra, România. Majoritatea locuitorilor erau români.

## Demografie
Componența etnică a satului Braniște
     Bulgari (80,2%)
     Romi (3,04%)
     Turci (9,13%)
     Nicio identificare (6,85%)
     Altele (0,76%)
La recensământul din 2011, populația satului Braniște era de 394 locuitori. Din punct de vedere etnic, majoritatea locuitorilor (80,2%) erau bulgari, existând și minorități de turci (9,13%) și romi (3,04%). Pentru 6,85% din locuitori nu este cunoscută apartenența etnică.